# Kaleidoscope (álbum de Tiësto)
Kaleidoscope é o quarto álbum de estúdio do holandês Tiësto, lançado em 6 de outubro de 2009 sobre a Musical Freedom, nova etiqueta Tiësto, em associação com PIAS Recordings. O álbum contém colaborações com Nelly Furtado, Emily Haines do Metric, Tegan and Sara, Jónsi de Sigur Rós, Kele Okereke do grupo Bloc Party e Calvin Harris, entre outros.
O álbum também apresenta a música "I Will Be Here" com o australiano Sneaky Sound System, que foi lançada como single em 28 de julho de 2009. O álbum entrou nas paradas holandesas no número 2. Ele também estreou no número 20 nas paradas do Reino Unido e no número 5 nas paradas irlandesa e mexicana.

## Faixas
1. "Kaleidoscope" (featuring Jónsi) - 7:36
2. "Escape Me" (featuring C.C. Sheffield) - 4:17
3. "You Are My Diamond" (featuring Kianna) - 4:10
4. "I Will Be Here" (featuring Sneaky Sound System) - 3:26
5. "I Am Strong" (featuring Priscilla Ahn) - 5:39
6. "Here On Earth" (featuring Cary Brothers) - 4:55
7. "Always Near" - 1:33
8. "It's Not The Things You Say" (featuring Kele Okereke) - 3:14
9. "Fresh Fruit" - 5:23
10. "Century" (featuring Calvin Harris) - 4:42
11. "Feel It in My Bones" (featuring Tegan & Sara) - 4:52
12. "Who Wants to Be Alone" (featuring Nelly Furtado) - 4:36
13. "LA Ride" - 4:13
14. "Bend It Like You Don't Care" - 3:23
15. "Knock You Out" (featuring Emily Haines) - 5:06
16. "Louder Than Boom" - 4:10
17. "Surrounded By Light" - 2:39